# Харламов, Сергей Михайлович
Серге́й Миха́йлович Харла́мов (21 января 1942, Кременье, Московская область — 2 апреля 2023) — советский и российский художник-график. Народный художник Российской Федерации (1999).

## Биография
Родился 21 января 1942 года в селе Кременье Ступинского района Московской области.
- 1966 — окончил отделение декоративно-прикладного искусства Московского Высшего художественно-промышленного училища (бывшее Строгановское).
- 1970 — член Союза художников России.
- Профессор
- Председатель Московского областного отделения Союза художников РФ.
- 2015 — почётный член Российской академии художеств.

Скончался 2 апреля 2023 года. Похоронен на Введенском кладбище.

## Награды и звания
- 1988 — Заслуженный художник РСФСР.
- 1995 — лауреат премии Андрея Первозванного.
- 1999 — Народный художник Российской Федерации[3].
- Первая премия на Международной выставке в Чехословакии.

## Творчество
Работал в технике ксилографии и линогравюры.
Автор цикла иллюстраций к роману Дж. Свифта «Путешествие Гулливера».
Его работы находятся во многих собраниях и музеях.

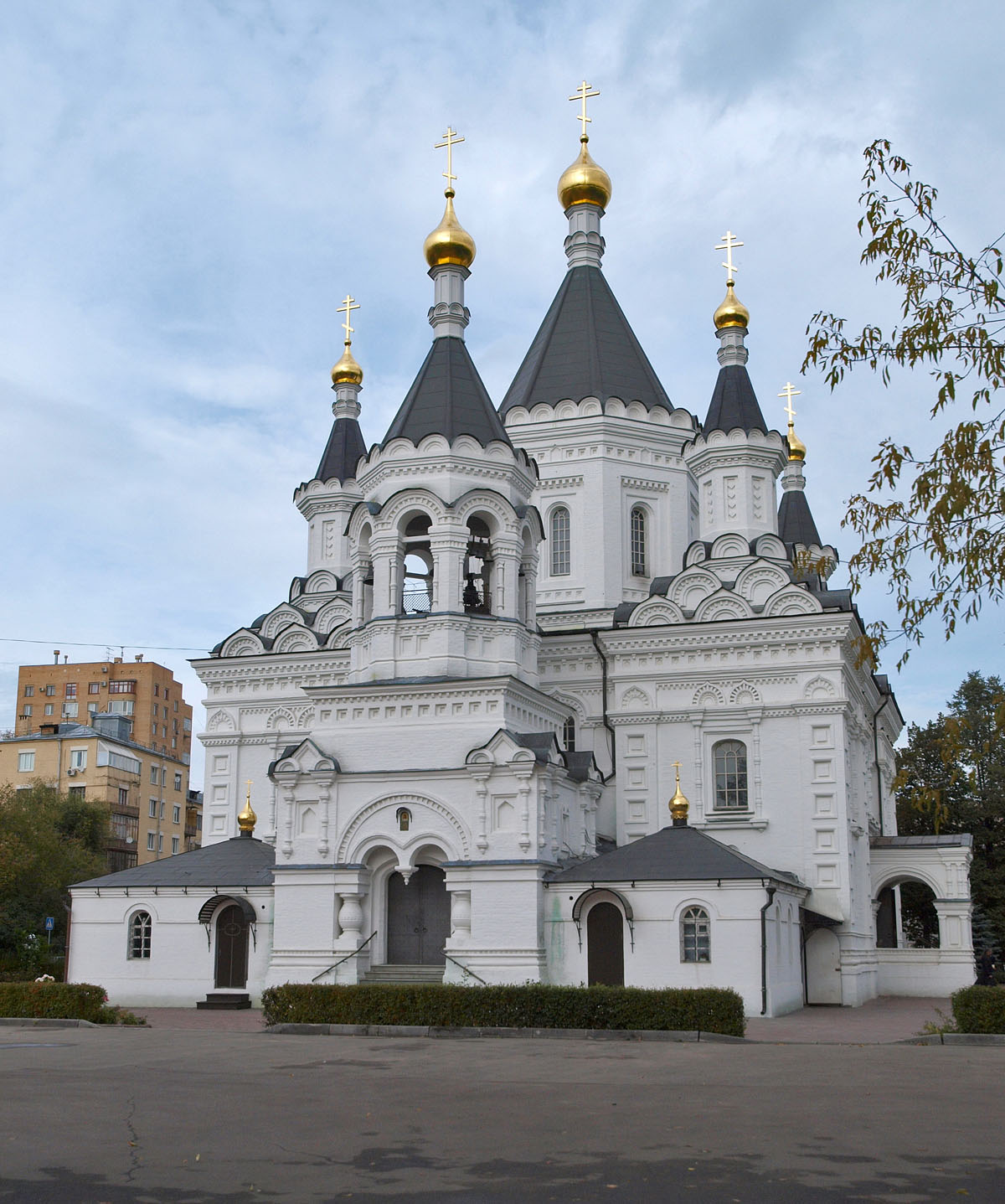

## Общественная деятельность
В советские годы участвовал в защите от сноса храма Архангела Михаила на Плющихе в Москве.